# Уэйд, Мансур Сора
Мансур Сора Уэйд (фр. Mansour Sora Wade; 1952, Дакар) — сенегальский кинорежиссëр.

## Биография
Представитель народности лебу. Обучался в парижском университете VIII. Получил степень магистра кинематографа.
С 1977 по 1985 год возглавлял аудиовизуальный архив в министерства культуры Сенегала.
Дебютировал в кино в 1983. Снял несколько короткометражных и документальных фильмов.
В 2002 году его фильм «Le prix du pardon» завоевал Гран при Tanit d’or на кинофестивале в Тунисе.
Первый полнометражный фильм «Les feux de Mansaré» снял в 2009 году.
Фильм уже получил несколько наград, включая специальный приз жюри на кинофестивале в Амьене, Общественную премию во Фрибурге (Швейцария), первую премию на фестивале африканского кино в Милане (Италия) и на фестивале Vues d’Afrique в Монреале (Канада).

## Фильмография
- 1983 : Contrastes (CM)
- 1989 : Fary l'ânesse (CM)
- 1990 : Taal Pexx
- 1992 : Picc Mi (CM)
- 1993 : Aida Souka

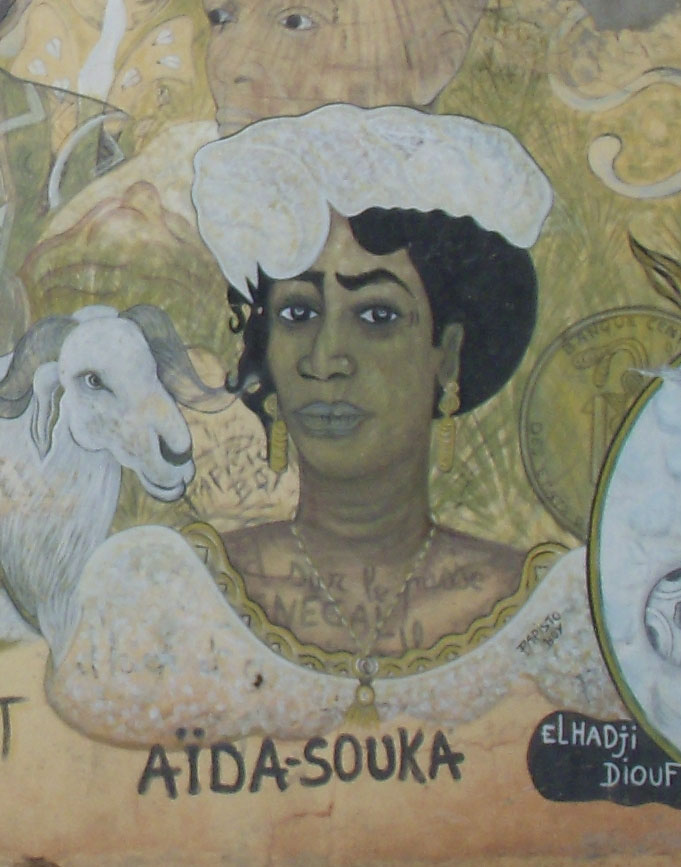
Афиша фильма Aida Souka

- 2002 : Ndeysaan ou Le Prix du pardon (LM)
- 2009 : Les feux de Mansaré